# Jesús Valiente Malla
Jesús Valiente Malla (Carabanchel, 1930 - Guadalajara, 2013) fue un arqueólogo y profesor español. 

## Biografía
Jesús Valiente Malla nació en Carabanchel en 1930, cuando todavía conformaba un municipio independiente. Cursó estudios superiores en la Universidad Complutense de Madrid, primero de Teología y posteriormente de Filosofía y Letras. Sin embargo, su interés por la arqueología hizo que se centrase en la investigación de las culturas hispánicas prerromanas. Durante sus estudios universitarios, trabajó junto al catedrático e historiador José María Blázquez Martínez en las excavaciones que este último dirigía en las ruinas de la ciudad ibera de Cástulo, capital de la Oretania, y hoy ubicado a pocos kilómetros de Linares, en la provincia de Jaén. Presentó su tesis doctoral Las cerámicas del Bronce Final de la Alta Andalucía. 
Su colaboración con el Dr. Blázquez continuó con la publicación de la memoria de excavaciones Cástulo III, amén de una serie de artículos y publicaciones en diversas revistas especializadas y actas de congresos. Comienza por esta época también su labor docente, como profesor ayudante en el Departamento de Historia Antigua de la Universidad Complutense de Madrid. Tras unas oposiciones, acabó convirtiéndose en Profesor Titular de Historia Antigua por la Universidad de Alcalá. Su vinculación con la ciudad de Guadalajara, en la que residía, se intensifica gracias a sus investigaciones arqueológicas en emplazamientos situados en la provincia, además de la publicación de sus estudios en la revista Wad-al-hayara (nombre que hace referencia al topónimo con el que los andalusíes conocían a la ciudad de Guadalajara). De esta manera, y gracias a la ayuda financiera por parte de la Diputación Provincial de Guadalajara comienza, a partir de 1982, las excavaciones del poblado prehistórico de El Lomo, situado en Cogolludo, labor que se prolongaría hasta 1994 bajo el patrocinio del Ministerio de Educación y Cultura, en primer lugar, y la Consejería de Cultura de la Junta de Comunidades de Castilla-La Mancha posteriormente. Fruto de estas investigaciones son diversas publicaciones y artículos.